# Jan Přibyl (lékař)
Jan Přibyl (rusky Иван Антонович Прибиль, 20. září 1782 Jičín – 8. března 1866 Tiflis) byl český civilní a vojenský lékař, porodník a balneolog dlouhodobě působící v gruzínském Tiflisu (Tbilisi), pod tehdejší nadvládou Ruského impéria.

## Životopis

### Mládí
Narodil se v Jičíně v Čechách. Lékařské vzdělání získal na Vídeňské univerzitě, kde obdržel doktorát z medicíny a chirurgie.

### V Ruském impériu
Na výzvu ruské vlády přišel 21. srpna 1808 do Ruska, kde složil zkoušku na petrohradské lékařsko-chirurgické akademii a byl znovu potvrzen jako lékař. Následně vstoupil do lékařské služby carské armády a jako mladší lékař Saratovského střeleckého pluku byl poslán do Gruzie, před nedávnem plně získané pod ruskou nadvládu. Později pak sloužil jako rezidenční lékař v vojenské nemocnici Chersonu.[zdroj?]

### V Tiflisu
Po ukončení své smluvní služby v roce 1816 odešel ze služeb armády, usadil se v Tiflisu a stal se civilním lékařem-porodníkem. Zasedal rovněž v gruzínské lékařské radě. Do vojenské služby byl znovu zařazen 6. listopadu 1819 na uvolněné místo hlavního lékaře vojenské nemocnice v Tiflisu. V roce 1826 mu byl udělen Řád sv. Anny 2. stupně. V roce 1833 přijal ruské občanství. Roku 1834 obdržel Řád sv. Vladimíra 3. stupně.[zdroj?]
Jako ošetřující lékař měl blízko k rodině Chavchavadze a léčil mj. šlechtice a dramatika Alexandra Sergejeviče Gribojedova, který trpěl záchvaty horečky. V roce 1837 doprovázel ruského cara Mikuláše I. při cestě na Kavkaz a byl při té příležitosti oceněn diamantovým prstenem s monogramem cara. V lednu 1840 obdržel hodnost řádného státního rady. V roce 1846 obdržel Řád sv. Stanislava 1. stupně. V roce 1849 byl jmenován stálým členem ruského Vojenského lékařského vědeckého výboru; dále byl poradním členem lékařské rady ministerstva vnitra, čestným členem Společnosti ruských lékařů v Petrohradě a dalších lékařských spolků. Byl také zakladatelem a aktivním členem Kavkazské lékařské společnosti. V Tiflisu byl široce znám jako zkušený a uznávaný lékař. Rovněž položil základy gruzínskému lázeňství.
1. července 1860 získal diplom dědičného šlechtice s vlastním erbem.

### Úmrtí
Zemřel 8. března 1866 v Tiflisu ve věku 83 let.

### Rodina
V roce 1812 se oženil s katoličkou Jekatěrinou Osipovnou Karajevovou z gruzínské šlechtické rodiny. Měli spolu tři syny a tři dcery:
- Jakov (1811–1892), lékař, tajný rada
- Michail (1817-1892), cenzor
- Louise (1822–1897), manželka Konstantina Ivanoviče Orlovského
- Nina (1823–1898), manželka Semjona Zubalova
- Nicholas (asi 1826–1907), lékař, tajný rada
- Julia (1829–1906), manželka tajného rady (Andrej Grigorijevič ?)